# تیم کوئیک‌استپ فلورز
تیم کوئیک‌استپ فلورز (کد تیم یوسی‌آی: QSF) یک تیم دوچرخه‌سواری حرفه‌ای بلژیکی است که مربی آن پاتریک لفور است. حامی مالی اصلی آن کوئیک‌استپ است که تولید کنندهٔ کفپوش‌های لمینت است.

## تاریخچه
تیم در سال ۲۰۰۳ با عنوان کوئیک‌استپ–داویتامون و از کارکنان و رکابزنان تیم‌های دومو–فارم فرایتس و ماپی–کوئیک‌استپ (که پس از ۹ سال فعالیت در این رشته منحل شد) ایجاد شد. پائولو بتینی در سال‌های ۲۰۰۳ و ۲۰۰۴ برندهٔ جام جهانی دوچرخه‌سواری جاده شد. همچنین مدال طلای المپیک ۲۰۰۴ را کسب کرد. در فصل ۲۰۰۵ پروتور، نام تیم به کوئیک‌استپ–اینرژتیک تغییر یافت و پیروزی‌هایی را در مسابقات کلاسیک به دست آورد: تام بونن برندهٔ تور فلاندر و پاریس–روبه شد؛ فیلیپو پوتزاتو در کلاسیک هامبورگ به پیروزی رسید و پائولو بتینی فاتح زوری–متزگته و تور لمباردی شد. در اواخر فصل ۲۰۰۵ نیز تام بونن در مسابقات قهرمانی جاده جهان در مادرید به مقام قهرمانی استقامت جاده دست یافت و مایکل راجرز قهرمان تایم تریل شد.
در فصل ۲۰۰۶ بونن قهرمانی تور فلاندر را تکرار کرد و در مراحل سوم تا ششم تور دو فرانس پیراهن طلایی را به تن داشت. پوتزاتو برندهٔ میلان–سانرمو شد و بتینی در زالتسبورگ قهرمان جهان شد و از قهرمانی خود در تور لمباردی دفاع کرد. در سال ۲۰۰۷ بونن برندهٔ رده‌بندی امتیازی تور دو فرانس شد و در دو مرحله به پیروزی رسید. در اشتوتگارت، بتینی از عنوان قهرمانی جهان خود دفاع کرد. در سال‌های ۲۰۰۸ و ۲۰۰۹ استاین دوولدر برندهٔ تور فلاندر و تام بونن برندهٔ پاریس–روبه شدند. پس از دو فصل ناموفق، تام بونن چهار پیروزی در کلاسیک‌های بهاره شامل ئی۳ ارلبک، خنت–ویووخم، فلاندر و پاریس–روبه برای امگا فارما–کوئیک‌استپ کسب کرد.
تیم در اکتبر ۲۰۱۲ لوی لایفایمر را که به دوپینگ اعتراف کرده‌بود، اخراج کرد. این کار علی‌رغم تقدیر تیم از لایفایمر برای همکاری گستردهٔ او با آژانس ضد دوپینگ آمریکا در زمینهٔ فاش کردن تقلب بلندمدت لانس آرمسترانگ انجام گرفت. رئیس آژانس ضد دوپینگ از این عمل تیم انتقاد کرد و اظهار کرد حرف و عمل آن‌ها با هم یکسان نیست. همچنین گزارش شد که ادعای تیم مبنی بر این که به تازگی از دوپینگ قبلی لایفایمر آگاه شده‌است، نادرست بوده‌است.
در سال ۲۰۱۴ میهاو کویاتکوفسکی برندهٔ مسابقات قهرمانی جهان در پونفرادا شد. در فوریهٔ ۲۰۱۵ تیم با فرناندو گاویریا قهرمان اومنیوم جهان قرارداد امضا کرد. در سال ۲۰۱۶ گاویریا قهرمان اومنیوم جهان شد. همچنین تونی مارتین به قهرمانی تایم تریل جهان رسید و تیم برای سومین بار (پس از سال‌های ۲۰۱۲ و ۲۰۱۳) قهرمان تایم تریل تیمی جهان شد.

## حامیان مالی
در دومین روز استراحت تور دو فرانس ۲۰۱۴ تیم اعلام کرد یکی از حامیان اصلی‌اش از سال ۲۰۱۵ تغییر خواهد کرد. یکی از شرکت‌های تابعهٔ امگا فارما به نام اتیکس جایگزین آن شد و نام تیم به اتیکس–کوئیک‌استپ تغییر یافت. اتیکس یکی از برندهای امگا فارما در زمینهٔ مواد مکمل و محصولات تقویت‌کننده است.
در سپتامبر ۲۰۱۵ تیم اعلام کرد که فروشگاه زنجیره‌ای لیدل، حامی مالی تیم در زمینهٔ تأمین غذای تازه شده‌است. در اوت ۲۰۱۶ توافق‌نامه‌ای با ژانوم برای دو سال امضا شد. در اکتبر همان سال، کوئیک‌استپ اعلام کرد که تنها حامی مالی نام تیم خواهد بود و اتیکس حامی مالی تیم در زمینهٔ تقویت‌کننده‌ها خواهد ماند.